# Liptena cameroona
Liptena cameroona är en fjärilsart som beskrevs av Bethune-Baker 1926. Liptena cameroona ingår i släktet Liptena och familjen juvelvingar. Inga underarter finns listade i Catalogue of Life.